# Cholornis unicolor
Az Cholornis unicolor a verébalakúak (Passeriformes) rendjébe, ezen belül az óvilági poszátafélék (Sylviidae) családjába tartozó, 17-21 centiméter hosszú madárfaj. Bhután, Kína, India, Mianmar és Nepál erdeiben él, 1800-3600 méteres tengerszint feletti magasságban. Alapvetően növényevő, bambuszt, páfrányokat, mohákat fogyaszt, amit rovarokkal egészít ki. Júniustól augusztusig költ.